# Khan Academy
La Khan Academy (en català "Acadèmia Khan") és una organització educativa sense ànim de lucre fundada per Sal Khan l'any 2008 amb l'objectiu d'oferir una educació mundial gratuïta per a tots, en qualsevol lloc.
Amb 10 milions d'usuaris mensuals, una mitjana de 4 milions de problemes completats diàriament i uns 5500 vídeos formatius (febrer, 2014), la Khan Academy ha revolucionat l'educació des de la seva formació. L'organització compta amb 52 treballadors fixos, treballadors a temps parcial i voluntaris que s'encarreguen de crear vídeos, traduir les pàgines, mantenir la web, crear activitats, etc.

## Història
Salman Khan va néixer i créixer a Nova Orleans, Louisiana. La seva mare va néixer a Calcuta, India i els seu pare va néixer a Barisal, Bangladesh. Ell és un antic analista financer llicenciat al MIT (Massachusetts Institue of Technology) i amb un màster de Harvard.
L'agost de 2004, Sal Khan, que vivia a Boston, va començar a enviar tutorials de matemàtiques a la seva cosina Nadia, que residia a Louisiana i que tenia dificultats amb les unitats de conversió. Via telefònica i a través de Yahoo Doodle, Salman Khan, tutoritzava la seva cosina quan sortia de la feina. Com a conseqüència de la millora que va experimentar la seva cosina Nadia amb les matemàtiques, Salman Khan va començar a tutoritzar els germans de la seva cosina Arman i Ali. Amb el temps, va començar a córrer la veu i ja tutoritzava molts dels seus cosins i altres membres de la família. La gestió del temps va començar a ser un problema, i el 2006 va decidir començar a gravar vídeos i penjar-los a Youtube. D'aquesta manera serien accessibles per a tothom. El volum de visionats dels vídeos va anar augmentant i Salman Khan ha continuat amb aquesta tasca des d'aleshores.
L'organització sense ànim de lucre es va fundar el 2008. Salman Khan va continuar compatibilitzant la seva feina d'analista financer i Khan Academy fins a la tardor de 2009. En aquest moment va deixar la feina d'analista financer i es va centrar a temps complet a Khan Academy. Va viure dels seus estalvis durant 9 mesos fins que va rebre la seva primera donació significativa d'Ann Doerr. Al setembre de 2010, Khan Academy va rebre grans injeccions de diners en forma de donacions de Google (2 milions de dolars) i de la Fundació de Bill i Melinda Gates (1,5 milions de dolars). A partir d'aquest moment l'organització ha anat creixent.
L'any 2010 es varen introduir les medalles com a recompensa a diferents accions desenvolupades a la pàgina per tal d'impulsar la realització d'activitats en un intent de ludificar l'ensenyament.
Actualment la pàgina se troba en procés de localització, traduint tots els materials i adaptant l'aprenentatge als diferents sistemes educatius, i d'expansió, motiu pel qual han creat una pàgina que recull diferents experiències reals amb Khan Academy.

## Impacte a l'educació
Els darrers anys ha crescut el nombre de plataformes web que ofereixen tutorials i exercicis interactius: Coursera, Wedubox, Udacity, Edx… Aquestes webs que es poden emprar per a l'aprenentatge autònom, han revolucionat també l'educació formal en oferir alternatives a les classes tradicionals en el que s'ha anomenat B-learning (blended learning, formació combinada): la classe invertida (flipped-classroom, en anglès).
Khan Academy fa servir activitats, que des del seu lloc web o aplicació, es poden treballar en línia o fora de línia. Aquests són principalment vídeos de curta durada que poden ser compartits a Google Classroom, coreu electrònic o xarxes socials com Twitter o Facebook. Així mateix, disposa d'un fòrum per a preguntes, suggeriments i/o agraïments, amb la finalitat d'introduir una major interacció per tal d'aconseguir un grau més alt de motivació entre els usuaris i com a conseqüència una millora en el procés d'ensenyament-aprenentatge.
Tot i així alguns experts en el disseny tecnopedagògic com Tony Bates no estan d'acord amb l'afirmació que aquest tipus d'aprenentatge sigui una revolució perquè es basen en un repositori d'activitats i vídeos a l'abast de qualsevol persona però sense un disseny instruccional ben definit dins una teoria de l'aprenentatge